# Henk Vos
Henk Vos (ur. 5 czerwca 1968 w Wouw) – holenderski piłkarz grający na pozycji napastnika.

## Kariera piłkarska
Urodził się w Wouw i grę w futbol zaczynał w miejscowym klubie piłkarskim Cluzona, gdzie występował na poziomie seniorskim. Henk Vos karierę zawodową rozgrywał w państwach takich jak Holandia, Belgia oraz Francja.
Jego pierwszym profesjonalnym zespołem był RBC Roosendaal, którego jest wychowankiem. Zadebiutował tam 3 października 1984 w meczu przeciwko SC Heerenveen (2:2). Kolejnymi klubami w karierze Henka były PSV Eindhoven, Willem II Tilburg, FC Eindhoven, Germinal Beerschot, Standard Liège, FC Metz, FC Sochaux-Montbéliard oraz Feyenoord. Z tym ostatnim zdobył mistrzostwo oraz Puchar Holandii, grał również w Lidze Mistrzów, po czym zgłosił się po nie fiński zespół FC Jazz Pori, ale nie został sprzedany do Skandynawii.
Od roku 1999, kiedy został kupiony przez FC Den Bosch prezentował równą formę, czego dowodem mogły być regularnie rozgrywane mecze w podstawowej jedenastce w przyszłych klubach. Następnie dwa sezony spędził w belgijskich zespołach: Germinal Beerschot oraz Racing Mechelen. Po grze Belgii grywał w ojczystych klubach, wrócił do Holandii do macierzystego klubu, w którym chce skończyć karierę.
| Sezon     | Klub                   | Kraj     | Rozgrywki      | Mecze | Bramki |
| --------- | ---------------------- | -------- | -------------- | ----- | ------ |
| 1984/1985 | RBC Roosendaal         | Holandia | Eerste divisie | 12    | 2      |
| 1985/1986 | PSV Eindhoven          | Holandia | Eredivisie     | 0     | 0      |
| 1985/1987 | Willem II Tilburg      | Holandia | Eerste divisie | 5     | 1      |
| 1986/1987 | RBC Roosendaal         | Holandia | Eerste divisie | 12    | 6      |
| 1987/1988 | FC Eindhoven           | Holandia | Eerste divisie | 6     | 0      |
| 1988/1990 | Germinal Beerschot     | Belgia   | Eerste Klasse  | 15    | 9      |
| 1989/1990 | Standard Liège         | Belgia   | Eerste Klasse  | 14    | 3      |
| 1990/1991 | FC Metz                | Francja  | Ligue 1        | 16    | 2      |
| 1990/1993 | Standard Liège         | Belgia   | Eerste Klasse  | 54    | 20     |
| 1993/1996 | FC Sochaux-Montbéliard | Francja  | Ligue 1        | 84    | 26     |
| 1995/1999 | Feyenoord              | Holandia | Eredivisie     | 81    | 18     |
| 1999/2000 | FC Den Bosch           | Holandia | Eredivisie     | 30    | 16     |
| 2000/2003 | RBC Roosendaal         | Holandia | Eredivisie     | 78    | 33     |
| 2003/2004 | NAC Breda              | Holandia | Eredivisie     | 26    | 6      |
| 2004/2005 | TOP Oss                | Holandia | Eerste divisie | 18    | 3      |
| 2004/2005 | Germinal Beerschot     | Belgia   | Eerste Klasse  | 14    | 3      |
| 2005/2006 | Racing Mechelen        | Belgia   | Eerste Klasse  | 17    | 1      |
| 2006/2007 | RBC Roosendaal         | Holandia | Eredivisie     | 20    | 6      |